# Unsteady (X Ambassadors)
Unsteady è un singolo del gruppo musicale statunitense X Ambassadors, pubblicato il 13 novembre 2015 come secondo estratto dal primo album in studio VHS.

## Tracce
1. Unsteady – 3:13

## Formazione
- Sam Harris – voce
- Noah Feldshuh – chitarra
- Casey Harris – sintetizzatore
- Adam Levin – batteria